# Chris Mack
Christopher Lee Mack, detto Chris (Cleveland, 30 dicembre 1969), è un ex cestista e allenatore di pallacanestro statunitense.

## Palmarès
- Henry Iba Award (2016)